# Erbach (Familienname)
Erbach ist ein deutscher Familienname.

## Namensträger
- Albrecht zu Erbach-Fürstenau (1787–1851), Landtagspräsident Großherzogtum Hessen
- Alois Erbach (1888–1972), deutscher Grafiker und Maler
- Adalbert zu Erbach-Fürstenau (Politiker) (1828–1867), Abgeordneter der Landstände des Großherzogtums Hessen
- Adalbert zu Erbach-Fürstenau (Politiker, 1861) (1861–1944), Mitglied der ersten Kammer der Landstände des Großherzogtums Hessen
- Alexander zu Erbach-Erbach und von Wartenberg-Roth (1891–1952), Abgeordneter der Ersten Kammer der Landstände (Hessen)
- Alexander zu Erbach-Schönberg (1872–1944), deutscher Adliger
- Alfred zu Erbach-Fürstenau (Politiker, 1813) (1813–1874), deutscher Standesherr und hessischer Politiker
- Alfred zu Erbach-Fürstenau (Politiker, 1905) (1905–1988), deutscher Politiker und hessischer Landtagsabgeordneter (CDU)
- Amalia Katharina von Erbach-Erbach (1640–1697), Liederdichterin des Pietismus, siehe Amalia Katharina von Waldeck-Eisenberg
- Arthur zu Erbach-Erbach und von Wartenberg-Roth (1849–1908), Abgeordneter der Ersten Kammer der Landstände (Hessen)
- Carl von Ulm zu Erbach (1725–1781), deutscher Jurist und Regierungspräsident
- Carl zu Erbach-Erbach (1782–1832), Standesherr, Mitglied der Ersten Kammer der Landstände (Hessen), Mitglied der Württembergischen Kammer der Landstände
- Caroline von Erbach-Fürstenau (1700–1758), Herzogin und Regentin von Sachsen-Hildburghausen
- Christian Erbach (1568/1573–1635), deutscher Organist und Komponist
- Christian Erbach d.J. (1603–1645), Organist, Sohn des vorgenannten Christian Erbach d. Ä.
- Christian zu Erbach-Schönberg (1728–1799), Graf zu Erbach-Schönberg, Statthalter des Deutschen Ordens
- Christian Karl zu Erbach-Fürstenau (1757–1803), regierender Graf und Generalmajor der preußischen Armee
- Dietrich Schenk von Erbach (1390–1459), Erzbischof von Mainz
- Eberhard zu Erbach-Erbach (1818–1884), deutscher Adeliger
- Eberhard zu Erbach-Erbach (1886–1917), deutscher Adeliger
- Edgar zu Erbach-Fürstenau (1818–1879), deutscher Titulargraf, Offizier und Politiker
- Elias zu Erbach-Fürstenau (1866–1950), deutscher Titulargraf und Politiker
- Emil zu Erbach-Schönberg (1789–1828), deutscher Adliger
- Franz I. (Erbach-Erbach) (1754–1823), Kunstsammler
- Franz zu Erbach-Erbach und von Wartenberg-Roth (1925–2015), deutscher Adliger, Archivbesitzer
- Friedrich zu Erbach-Erbach (1785–1854), bayerischer Generalmajor, Mitglied der Ersten Kammer der Landstände (Hessen)
- Friedrich Karl von Erbach-Erbach (1680–1731), deutscher Komponist
- Friedrich Magnus (Erbach) (1575–1618), regierender Graf von Erbach sowie zu Fürstenau und Reichenberg
- Georg Albrecht zu Erbach-Erbach (1844–1915), Standesherr, Abgeordneter der Ersten Kammer der Landstände (Hessen), Bayerischer Reichrat
- Georg Albrecht I. (Erbach) (1597–1647), regierender Graf zu Erbach und Administrator der Grafschaft Hanau
- Georg Albrecht II. (Erbach-Fürstenau) (1648–1717), regierender Graf von Erbach
- Georg Ludwig I. (Erbach) (1643–1693), Stifter der ausgestorbenen Linie Erbach
- Georg Ludwig II. zu Erbach-Schönberg (1723–1777), Graf aus dem Haus Erbach-Schönberg
- Georg Wilhelm (Erbach-Erbach) (1686–1757), regierender Graf von Erbach
- Georg Wilhelm (Erbach-Erbach) (1686–1757), regierender Graf von Erbach
- Georg Wilhelm (Erbach-Erbach) (1686–1757), regierender Graf von Erbach
- Günter Erbach (1928–2013), deutscher Sportfunktionär
- Gustav zu Erbach-Schönberg (1791–1813), Offizier unter Napoleon, Mitglied der Ehrenlegion
- Gustav Ernst zu Erbach-Schönberg (1739–1812) (1739–1812), Graf von Erbach-Schönberg, preußischer Generalmajor
- Gustav Ernst zu Erbach-Schönberg (1840–1908), Fürst und Graf zu Erbach-Schönberg, deutscher Adliger und Standesherr
- Hans Ludwig von Ulm zu Erbach (1567–1627), deutscher Politiker
- Heinz-Otto Müller-Erbach (1921–1984), deutscher Maler
- Hugo zu Erbach-Fürstenau (1832–1894), Landtagsabgeordneter Großherzogtum Hessen, Major
- Karl Eugen zu Erbach-Schönberg (1732–1816), österreichischer Offizier
- Louise Juliane von Erbach (1603–1670), Gräfin von Sayn-Wittgenstein-Sayn
- Ludwig II. (Erbach-Fürstenau) (1728–1794), regierenden Graf von Erbach
- Ludewig III. zu Erbach-Schönberg (1792–1863), deutscher Adliger
- Ludwig zu Erbach-Fürstenau (1788–1865), Landtagsabgeordneter Großherzogtum Hessen
- Maximilian Marquard von Ulm-Erbach-Mittelbiberach (1802–1864), deutscher Rittergutsbesitzer und Politiker
- Maximilian zu Erbach-Schönberg (1787–1823), deutscher Standesherr
- Michael Erbach (* 1958), deutscher Journalist
- Philipp Ludwig zu Erbach (1669–1720), Graf zu Erbach und Herr zu Breuberg sowie niederländischer Generalleutnant
- Rudolf Erbach (1880–1959), deutscher Schiffbauingenieur und Hochschullehrer
- Sophia Albertine von Erbach-Erbach (1683–1742), Herzogin von Sachsen-Hildburghausen
- Sophie Erdmuthe zu Erbach-Erbach (1725–1795), Fürstin von Nassau-Saarbrücken
- Victor zu Erbach-Schönberg (1880–1967), deutscher Diplomat und Adliger